# Reciclado de aeronaves

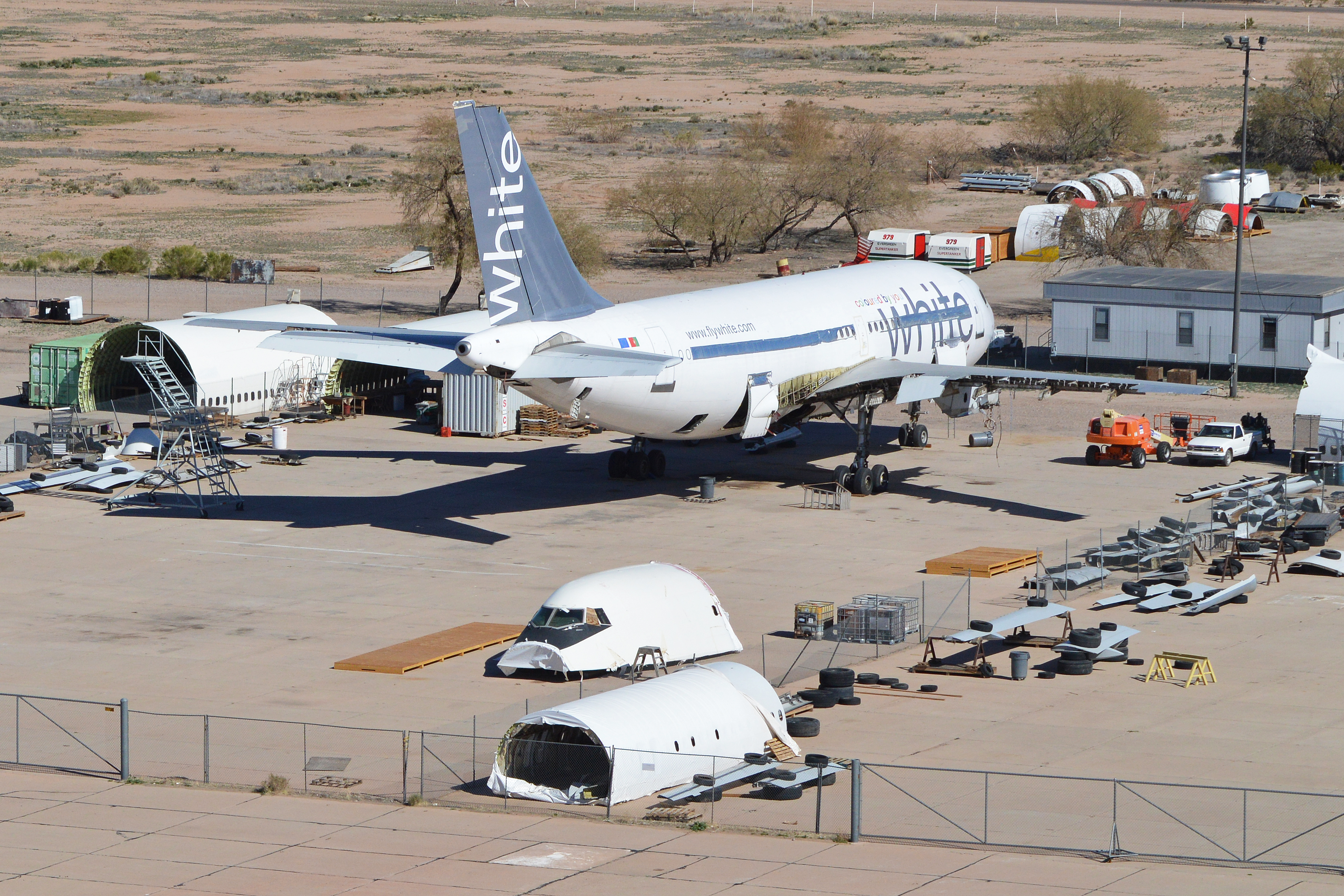
Airbus A310 siendo desmantelado en el Aeroparque Pinal, en Arizona.

El reciclado de aeronaves consiste en desmantelar y desmontar una aeronave cuando ha llegado al ciclo final de vida útil por lo que primeramente se retiran sus equipos e instalaciones y si se pueden se utilizan de segunda mano en otras aeronaves previa certificación, el resto del material se recicla con procesos que garantizan la logística inversa, es decir, permite que la mayoría de los materiales pueden volver a utilizarse en otras aplicaciones industriales. Se estima en 2018 que en los próximos 20 años serán necesarias reciclar más de 20 000 aeronaves.
Un caso de éxito se produce en el Aeropuerto de Teruel donde una empresa del Grupo Airbus desmantela aeronaves de fabricantes como Boeing. Airbus y Bombardier aprovechando un porcentaje del 95 % en volumen y siendo una actividad necesaria para la reconversión medioambiental del sector aeroespacial y el creciente desarrollo de la ingeniería aeronáutica. Hay un Consorcio, entidad pública, que gestiona y dirige el Aeropuerto de Teruel y que comenzó sus operaciones aéreas en febrero de 2013, siendo su primer director general, Alejandro F. Ibrahim Perera.

## Inicio del proyecto
El reciclaje de los instrumentos y materiales que conforman parte de un avión es un beneficio para la producción, restauración y reparación de otros aviones por diferentes razones, de igual forma todo el proceso de reciclaje de componentes dentro de los proyectos aéreos se divide en varios pasos donde en cada uno se realizan dichas tareas para poder obtener componentes de la aeronave reusados a su mejor calidad, de esa manera podrá ser utilizado múltiple cantidad de veces para satisfacer ciertas necesidades.
Razones por qué se reciclan instrumentos de los aviones es porque la edad del avión ya llegó a su punto que el funcionamiento de cada uno de los componentes uno con el otro ya no trabaja igual como en su asado, de esta manera de acuerdo con Wang la cantidad de años promedio de un avión es de 27 a 30 años.
De esta manera después de constante uso del avión comercial con cientos de vuelos tomados en su vida ya deja de funcionar en su mejor estado con los demás instrumentos para hacer que funcione el avión, pero si se cuidó la calidad de dicho instrumento durante esas décadas a sí puede ser usados para reponer partes de otros vehículos y aviones que no tienen o que no funcionen, generalmente esto son lo que menos daño recibieron como lo interior del avión, sillas, el titanio que cubría a los pasajeros de la atmósfera porque se aplican para más cosas fuera del tema de aviones ya que los motores reciclados es lo que tiene más valor y más utilidad dependiendo del cuidado que se le proporcionó.
Según Baggaley almacenando aviones que ya no pueden volar cuesta bastante dinero ya que en si el avión es un producto que es compuesta por diferentes instrumentos de suma importancia para su tarea principal volar y pagan esos costos cuando realiza cada vuelo, pero cuando sea el momento que ya no podrá volar más de nuevo, se debe sacar algún provecho de ello para recuperar esos costos, de esta manera ya que cada avión tiene más de cientos de miles de piezas donde al ser reciclados tiene dos beneficios, puede ahorrar dinero por el costo que el avión tiene o también reducir la contaminación que pudiera producir en caso de no ser tratado ya que está compuesta por metales, plásticos y diferentes sustancias químicas como su combustible. La separación de las partes del avión toma en promedio un mes hasta que el avión termine en su esqueleto que estaba adjuntada por cientos de diferentes materiales que daba como resultado un avión adecuado para transportar individuos y paquetería, de otro modo cuando ya se aprueba que no podrá volar más se planifica lo que se le va hacer al cuerpo del avión en vez de dejarla sin uso y causando problemáticas ambientales y económicas. 
El proceso de reciclaje de los materiales e instrumentos que conforman el avión tuvo sus inicios cuando la primera gran asociación de reciclaje de aviones se fundó en 2005, esta es AFRA (Aircraft Fleet Recycling Association o Asociación de Reciclaje de Flotas de Aviones) donde se creó con la organización de 11 diferentes compañías desarrollando un propósito de aprovechar de las partes de los aviones que ya no funcionan como conjunto pero cada pieza o material pudiera beneficiar a otros aviones porque todavía tiene funciones de mejorar el estado en la que se encuentran los demás aviones.
De acuerdo Chandler la AFRA aproximan que alrededor de 12 500 aviones van a llegar a su fin de nunca volar de nuevo en los próximos 20 años, es por esto que la cantidad de compañías en AFRA y la variedad de números de países diferentes involucrados en este proyecto que son 10 ha incrementado después que visualizaron la cantidad de disposición de aviones junto con sus materiales que aún no pierden su utilidad pero ya son obsoletos para trabajar en ese avión, de este modo no solo se integraron a AFRA para aprovechar de lo que deja cada avión, pero también para cuidar el medio ambiente de todo lo que los aviones sueltan al llegar a su punto de no poder ser utilizado para volar de nuevo donde dejan metales, químicos, gases contaminantes y esto afecta la naturaleza, hábitats y la atmósfera.
A este día, la AFRA ha desmantelado un aproximado de 9000 aviones de los cuales 7000 son comerciales y 2000 son militar, aunque se producen menos cantidad mundialmente comparando con los comerciales, estos son más capaces de ser dañados y dejaran de funcionar más pronto por las tareas que se llevan a cabo con los de la militar.
Debido a que cada vez más aviones están aterrizando por una última vez comparando las estadísticas de los últimos años, el reciclaje de los aviones se ha convertido en algo más necesario a como era antes como un interés de hacer un cambio ya que si no se trata este problema afectaría diferentes áreas de impacto, de esta manera las organizaciones de reciclaje como AFRA reutiliza diversas partes, materiales e instrumentos que deja el avión que todavía puede ser utilizado para ser parte del proceso de trabajo de dicho producto, donde dependiendo del material también puede ser reutilizado en otras cosas fuera de aviones. 
El mayor centro de reciclado de grandes aeronaves de Europa se encuentra en el Aeropuerto de Teruel , España, llegando a 84 aeronaves grandes en estacionamiento de larga estancia en el año 2016 y estando la empresa concesionaria Tarmac Aragón desarrollando el mantenimiento, estacionamiento y reciclado de aeronaves.

## Unidades que se reciclan
Según Leblanc en el reciclaje retiran diversas partes tanto grandes, chicas y variando de valor y precio de cada uno, el rango de materiales reciclados ha llegado a componentes metálicos, compuestos de fibra, cables, dispositivos electrónicos, espuma, titanio, motores y más. Diferenciando cada uno, cada unidad tienen tanto diferente valor de su utilidad igual como su aporte para diferentes tareas fuera de los aviones y su costo; generalmente los más valioso del avión son los motores y los que más valor tiene dependiendo que tan alto es su mantenimiento de acuerdo a la historia que tuvo del avión de donde viene.
Fuera de los instrumentos mecánicos, tales como el motor arrancador y más, otras unidades más sencillas son más probables de ser utilizados en otros casos fuera de aviones y el tema de aeronáutico, generalmente lo que se encuentra en lo interno del avión tales como los asientos, la tela, dispositivos electrónicos y sus cables que ayudan su proceso de funcionamiento, ya que no tienen la importancia más alta de las tareas que un avión tiene para completar su viaje, de este modo estos materiales tienen menos valor en costo y rango de utilidad en un avión pero su variedad de aplicaciones fuera de aviones es más grande que lo mecánico.

## Etapas del tratamiento del avión
Según Suomailanen el proceso que se lleva a cabo para la recolección de diferentes instrumentos que conformaba parte del avión que ha llegado a su fin de su vida útil se puede dividir en diez que son las siguientes:
1. Descontaminación.
2. Extracción de piezas.
3. Traslado de la aeronave al desmontaje.
4. Desmontaje de los trenes de aterrizaje.
5. Preparación de los materiales de extracción.
6. Decapado interior.
7. Recortes de clientes.
8. Extracción de materiales específicos.
9. Desguace.
10. Trituración y clasificación de los extraídos.
Los pasos que cada empresa recicladora cambian ya que cada uno llevan a cabo una orden diferente tanto con sus trabajadores como sus productos obtenidos por este proyecto, en este caso este se divide en 10 ya que les toma más tiempo pero sus resultados son de mejor calidad y más eficientes que con otras, otro ejemplo de planificación del reciclaje de aviones es del proyecto PAMELA.
De acuerdo con la Comisión Europea PAMELA (Process of Advanced Management of End of Life of Aircraft) traducido como Proceso para la Gestión Avanzada del Fin de Vida de los Aeronaves, creó un planteamiento sistemático donde dividió todo el proceso del reciclaje del avión en tres fases que son las siguientes: Retirada del servicio, Desmontaje  y Desmantelamiento inteligente y selectivo. 

### Retirada del servicio
En este paso se trata de limpiar y eliminar la contaminación que se encuentra tanto en la parte externa e interna del avión, esto incluye quitando sustancias químicas, tóxicas, peligrosas, cualquier material que pueda ser inflamable o explosivo, esto es para evitar cualquier accidente durante la separación de los componentes del avión para la seguridad de esos materiales pero más importantes de las personas que están trabajando dentro de esa fase del proceso de reciclaje. Aparte de la limpieza, también se llevaba a cabo una evaluación de los componentes donde cada uno se clasificaba si se podía aprovechar o no dependiendo el estado en la que se encontraba donde la calidad de cada elemento es más importante que otros de acuerdo a la importancia que tiene para aplicarlo en otra aeronave.

### Desmontaje
En la segunda etapa, después de la revisión de la limpieza y calidad que tiene el avión el proyecto PAMELA retira los componentes reutilizables que contiene la aeronave, esto es los motores y el tren de aterrizaje por ejemplo donde si se mantiene en buen estado es lo que tiene más valor de costo y de uso para aplicarlo en otro avión ya que es para ciertas tareas específicas a diferencia de los demás como los asientos, cables electrónicas, plásticos pueden ser aplicados para otros casos fuera de un avión.

### Desmantelamiento inteligente y selectivo
En esta fase final, la decisión de separar el avión en sus respectivos componentes para ser reutilizados en otro avión más actualizado y nuevo será irrevocable debido que el momento que se le separe cada material al avión, jamás podrá hacer su tarea principal que era volar y transportar individuos o productos, después de eso oficialmente se convierte en residuo.
Se prepara un listado con las piezas que se quieren aprovechar en el desmantelamiento para inspeccionarlas, inventariarlas y empaquetarlas para su conservación. En ocasiones hay piezas cuyo destino es un avión en funcionamiento que está parado, esperando ese  repuesto. Son piezas AOG (Aircraft on Ground), es decir, aeronaves que están en tierra y que están esperando la pieza para montar y seguir volando.
Los instrumentos de cabina, equipos informáticos y electrónicos, motores, trenes de aterrizaje, frenos y ruedas o las APU (siglas en inglés de Unidad Auxiliar de Potencia) suelen ser los elementos que los clientes, compañías aéreas o intermediarias, suelen recuperar más habitualmente.
Para certificar que la pieza está en condiciones de ser reinstalada en un avión recibe un certificado Form 1 de la EASA, las siglas en inglés de la Agencia Europea de Seguridad Aérea, que justifica que la pieza está chequeada y se puede montar directamente cuando llega a su  nuevo destino.
Luego se ocupan de separar y clasificar según los materiales las diferentes piezas del avión que han quedado en esta segunda fase. Separan el cableado, las piezas de aluminio, el composite, que son fibras, el cobre o los fluidos. Cada compuesto tiene su destino en la cadena de reciclaje. 
De acuerdo con AFRA durante el proceso de reciclaje y recolección de diferentes partes de aviones se lleva a cabo con un cuidado en cada paso ya que dependiendo qué es lo que se está reciclando es el valor de su papel en un avión y capacidad de ser reutilizado en otro avión u otra tarea, de esa manera cada etapa del proceso de reciclaje generalmente toma tiempo ya que se quiere obtener cada parte del avión que llegó a su fin en el mejor estado posible para una eficiencia más alta a lo esperado; no solo lo que cuidan durante este trabajo es la calidad del producto pero también los individuos que trabajan dentro del proceso ya que es una profesión riesgosa por el tamaño de cada parte reciclado que es separado del avión con bastante fuerza comparándola con un humano, esto es otra razón porque toma tiempo este proyecto.

## Impacto en el medio ambiente
Según Sierra y Vázquez Boeing que tiene el papel de empresa manufacturera de aviones y participa en AFRA identifican los problemas que sus productos generan a otros aviones, la sociedad y más importante al medio ambiente, de este modo su propósito de cambiar esta problemática es reducir la cantidad de combustible utilizado, las emisiones de carbono y otras medidas dentro de la sustentabilidad. Boeing ha llevado a cabo un plan nuevo y actualizado que mejorará el ciclo de vida de los aviones que va reducir los desechos de su fabricación debido a que se ha presentado la exposición de CO2 en la atmósfera y sustancias químicas dentro la industria de producción de aviones. Según Morris hay un total aproximado de 23 600 aviones en servicio mundialmente y se necesitarán 39 620 en los siguientes veinte años, esto daría un total de 63 220 aviones en el planeta, siguiendo los propósitos de diferentes empresas recicladoras y manufactureros de aviones se le deben sacar uso a cada uno si es volar o reciclar sino la contaminación terrestre, aérea y marina van a incrementar por los desechos que dejan cada uno.
La reutilización de diferentes materiales que conforman el avión al mismo tiempo reduce la cantidad de sustancias químicas y físicas que dejan al momento de ser transferidos a otros aviones ya que durante el proceso deja desechos que ha caído en la tierra y produce contaminantes por su composición que tiene al no ser tratado propiamente.

### Solución de la contaminación en el aire
De acuerdo con Duran  los vuelos comerciales y también militares son responsables del 3 % de las emisiones de dióxido de carbono que se encuentra en la atmósfera; el transporte dio un aproximado que por el año de 2050 va a ver un aumento del 250 %, de esta manera la Agencia Europea del Medio Ambiente propusieron diferentes objetivos para reducir estas problemáticas que ha estado causando los vuelos y también para aumentar el número de elementos de aviones reciclados para satisfacer otras necesidades, al mismo tiempo reducirá el desecho a lo que se hubiera causado para la producción de dicho material que se necesitaba antes de ser remplazado por uno utilizado, los objetivos son: mejorar la eficiencia del combustible por un 1.5 % en el periodo entre 2009 a 2020, poner un límite de exposición de CO2 por el año 2020 y reducir la mitad del porcentaje de la cantidad total de dióxido de carbono expuesta en el atmósfera de acuerdo a las estadísticas del año 2005.